# Gajówka Michałów (województwo mazowieckie)
Gajówka Michałów – osada leśna w Polsce położona w województwie mazowieckim, w powiecie grójeckim, w gminie Warka.
W latach 1975–1998 miejscowość administracyjnie należała do województwa radomskiego.